# Luigi Renato Sansone
Luigi Renato Sansone (Lucera, 8 febbraio 1903 – Modena, 22 febbraio 1967) è stato un politico e avvocato italiano.

## Biografia
Si iscrisse giovanissimo, a 17 anni, al Partito Socialista Italiano. Figlio del Presidente del Tribunale di Napoli, studiò Giurisprudenza all'Università degli Studi di Napoli Federico II.
Avvocato, fu membro della Consulta Nazionale e dell'Assemblea Costituente ed Alto commissario aggiunto per l'alimentazione sotto i primi due governi de Gasperi.
Nel 1943 con Lelio Porzio, Nino Gaeta e Scipione Rossi ricostituì il Partito Socialista Italiano a Napoli.
Fece parte nel 1943 del Comitato di Liberazione Nazionale di Napoli e nel 1945 entrò a fare parte della prima Giunta comunale di Napoli, di cui in seguito fu più volte Consigliere comunale. È stato più volte membro della Direzione e del Comitato centrale del Partito Socialista Italiano.
Eletto deputato presentò il 26 ottobre 1954 alla Camera un disegno di legge per l'istituzione del cosiddetto piccolo divorzio, applicabile solo ai matrimoni con scomparsi senza lasciare traccia, condannati a lunghe pene detentive, coniuge straniero in presenza di divorzio all'estero, malati di mente, lunghe separazioni fra i coniugi o tentato omicidio del coniuge. La proposta non fu nemmeno discussa e fu ripresentata il 12 giugno del 1958 da Sansone, assieme a Giuliana Nenni, al Senato. Neanche al Senato vi fu una discussione sul disegno di legge che pur aveva alimentato un vivace dibattito nel Paese.
Dopo due legislature da deputato fu eletto al Senato, durante i suoi mandati parlamentari presentò 66 progetti di legge, 17 dei quali come primo firmatario. Dal 22 febbraio 1965 fu Presidente dell'INAIL, Istituto Nazionale per l'Assicurazione contro gli Infortuni sul Lavoro. Il suo mandato fu interrotto dalla morte improvvisa il 22 febbraio 1967. Fu commemorato, otto giorni dopo la sua scomparsa, da entrambe le Camere. È sepolto nel Cimitero del Verano a Roma.
È ricordato con l'intitolazione di una strada nella toponomastica cittadina di Napoli e nel Comune di Mugnano di Napoli.
Suo fratello maggiore, Mario Sansone, fu critico letterario e storico italiano.

## Opere
- Sansone, Luigi Renato, I contadini attendono una effettiva riforma dei contratti agrari, discorso pronunciato alla Camera dei deputati nella seduta del 14 1949, Roma, Tipografia della Camera dei deputati, 1949
- Sansone, Luigi Renato, Contro una legge faziosa, interventi durante la discussione per l'approvazione della legge sulla difesa civile, Roma, Tip. della Camera dei deputati, 1951
- Sansone, Luigi Renato, I fuorilegge del matrimonio, testimonianze a cura di Luigi Renato Sansone, Milano-Roma, Avanti!, 1956
- Sansone, Luigi Renato, I miliardi di Fiumicino, discorso pronunciato al Senato della Repubblica nella seduta del 28 gennaio 1961,Roma : Tip. del Senato, 1961
- Sansone, Luigi Renato, Relazione di minoranza sul disegno di legge d'iniziativa del senatore Parri: scioglimento del Movimento Sociale Italiano in applicazione della norma contenuta nel primo comma della 12. disposizione transitoria e finale della Costituzione (1125-A), Roma, Tip.del Senato, 1961
- Sansone, Luigi Renato, I fuorilegge del matrimonio, introduzione a cura di Luigi Renato Sansone, sceneggiatura del film I fuorilegge del matrimonio di Valentino Orsini, Paolo e Vittorio Taviani; a cura di Edoardo Bruno, Filmcritica, Roma, 1963
- Sansone, Luigi Renato, Il divorzio in Italia, d'iniziativa dei senatori Sansone e Giuliana Nenni, Edizione Roma, Roma, 1964